# District de Guro (Mozambique)
Pour l'arrondissement de Séoul, voir Guro-gu.
Le district de Guro est une subdivision administrative de la province de Manica au nord du Mozambique. En 2007, sa population est de 68 526 habitants.

## Source de la traduction
- (en) Cet article est partiellement ou en totalité issu de l’article de Wikipédia en anglais intitulé « Guro District, Manica Province » (voir la liste des auteurs).